# With Fear I Kiss the Burning Darkness
With Fear I Kiss the Burning Darkness drugi je studijski album melodičnog death metal sastava At the Gates. Album je 7. svibnja 1993. godine objavila diskografska kuća Peaceville Records, koja ga je ponovno pustila u prodaju iste godine s The Red in the Sky Is Oursom te treći put 2003. s bonus pjesmama.

## Popis pjesama
| 1.    | »Beyond Good and Evil«         | Tomas Lindberg                | Adrian Erlandsson, Alf Svensson, Anders Björler | 2:42 |
| 2.    | »Raped by the Light of Christ« | Lindberg                      | Anders Björler                                  | 3:00 |
| 3.    | »The Break of Autumn«          | Lindberg, Svensson            | Svensson, Anders Björler                        | 5:00 |
| 4.    | »Non-Divine«                   | Lindberg                      | Svensson, Anders Björler                        | 4:43 |
| 5.    | »Primal Breath«                | (Tradicionalna pjesma Siouxa) | Svensson                                        | 7:23 |
| 6.    | »The Architects«               | Lindberg, Anders Björler      | Andreas Björler                                 | 3:30 |
| 7.    | »Stardrowned«                  | Lindberg                      | Svensson, Anders Björler                        | 4:02 |
| 8.    | »Blood of the Sunsets«         | Lindberg                      | Svensson, Anders Björler                        | 4:35 |
| 9.    | »The Burning Darkness«         | Lindberg                      | Svensson, Anders Björler                        | 2:18 |
| 10.   | »Ever-Opening Flower«          | Lindberg                      | Svensson, Anders Björler                        | 5:00 |
| 11.   | »Through the Red«              | Lindberg                      | Svensson, Anders Björler                        | 3:27 |
| 46:51 |                                |                               |                                                 |      |

Na zadnjoj pjesmi nalazi se skrivena skladba "The Nightmare Continues", obrada grupe Discharge.
| Bonus pjesme s reizdane inačice | Bonus pjesme s reizdane inačice | Bonus pjesme s reizdane inačice | Bonus pjesme s reizdane inačice | Bonus pjesme s reizdane inačice | Bonus pjesme s reizdane inačice | Bonus pjesme s reizdane inačice | Bonus pjesme s reizdane inačice | Bonus pjesme s reizdane inačice | Bonus pjesme s reizdane inačice |
| Br.                             | Skladba                         | Trajanje                        |                                 |                                 |                                 |                                 |                                 |                                 |                                 |
| ------------------------------- | ------------------------------- | ------------------------------- | ------------------------------- | ------------------------------- | ------------------------------- | ------------------------------- | ------------------------------- | ------------------------------- | ------------------------------- |
| 12.                             | »Neverwhere« (uživo)            | 6:04                            |                                 |                                 |                                 |                                 |                                 |                                 |                                 |
| 13.                             | »Beyond Good and Evil« (uživo)  | 2:42                            |                                 |                                 |                                 |                                 |                                 |                                 |                                 |
| 14.                             | »The Architects« (demo)         | 3:27                            |                                 |                                 |                                 |                                 |                                 |                                 |                                 |
| 57:53                           |                                 |                                 |                                 |                                 |                                 |                                 |                                 |                                 |                                 |

## Recenzije
Eduardo Rivadavia, glazbeni kritičar sa stranice AllMusic, dodijelio je albumu dvije i pol od pet zvjezdica te je izjavio: "Nailazeći na njegov kompetentan, ali ne baš revolucionaran debitantski album, The Red in the Sky Is Ours, rijetki bi rekli da At the Gates čine buduće death metal superzvijezde. Međutim, svojim drugim albumom, veličanstveno imenovanim With Fear I Kiss the Burning Darknessom, göteborški su dečki iz Švedske načinili značajne korake kako bi gotovo svakome ukazali na krivo razmišljanje. Vjerojatno njegov najeksperimentalniji glazbeni uradak, album sadrži nekolicinu istaknutih skladbi kao što su "Burning Darkness" i "Raped by the Light of Christ" (oooo-kej), čiji će razuzdani bijes i podmukle melodije poslužiti za grubu skicu budućih trijumfa. No s druge strane, tehnički ambiciozni, kolektivniji eksperimenti kao što su "Ever-Opening Flower" i sedmominutni "Primal Breath" zvuče previše neprirodno i u konačnici se ne mogu usporediti sa svojim konciznijim kolegama u pogledu žestine. Ipak, bilo je očito da su Šveđani kojima su pjesme nekoć zvučale isto imali ozbiljan potencijal, kad bi samo našli način kako prenijeti svoju moć i agresiju u kraća prsnuća -- nešto što će postići na svojem sljedećem albumu, znatno poboljšanom Terminal Spirit Diseaseu."

## Osoblje
| At the Gates - Anders Björler — gitara - Jonas Björler — bas-gitara - Adrian Erlandsson — bubnjevi - Alf Svensson — gitara - Tomas Lindberg — vokali Dodatni glazbenici - Matti Kärki — prateći vokali | Ostalo osoblje - Dave Pybus — omot albuma - Noel Summerville — mastering - Eric Gunewall — fotografija - Tomas Skogsberg — produkcija, inženjer zvuka - Fred Estby — inženjer zvuka - Lars Lindén — inženjer zvuka - Åke Hodell — naslovnica |